# John Lindley
Cet article concerne le botaniste anglais. Pour le directeur de la photographie américain (né en 1952), voir John Lindley (directeur de la photographie).
John Lindley est un botaniste britannique, né le 8 février 1799 à Catton près de Norwich et mort le 1er novembre 1865 à Turnham Green.

## Biographie
Son père est propriétaire d'une pépinière et avait publié un manuel de jardinage : A Guide to the Orchard and Kitchen Garden.
Il fait ses études à Norwich et traduit, en 1819, l'Analyse du fruit du botaniste français Louis-Claude Marie Richard. L'année suivante, il fait paraître Monographia Rosarum où il décrit de nouvelles espèces et qu'il illustre lui-même. En 1821, il fait paraître à la Linnean Society of London Monographia Digitalium et Observations on Pomaceae.
Il s'installe peu après à Londres où il est employé par John Claudius Loudon pour rédiger les parties descriptives d'Encyclopaedia of Plants. Durant ce travail, qui paraît en 1829, il devient convaincu de la supériorité du système naturel de Jussieu par rapport au système employé par Linné et suivi justement dans cette encyclopédie.
Il fait paraître deux ouvrages suivant le système de Jussieu : A Synopsis of British Flora, arranged according to the Natural Order (1829) et An Introduction to the Natural System of Botany (1830).
En 1829, il obtient une chaire de botanique à l'University College de Londres, fonction qu'il conserve jusqu'en 1860. En 1822, il devient secrétaire de l'Horticultural Society. Il est lauréat de la Royal Medal en 1857.
Il donne aussi des conférences à partir de 1831 à la Royal Institution et à partir de 1836 au jardin botanique de Chelsea.
Lindley est l'auteur de nombreux ouvrages et articles, tant scientifiques que vulgarisateurs. Il contribue fréquemment au Botanical Register. Il participe à la fondation de The Gardeners' Chronicle et devient son premier rédacteur. Il s'occupe également de toute la partie consacrée à l'horticulture.

## Œuvres
- Rosarum Monographia (1820)
- The genera and species of orchidaceous plants
- [1830] An introduction to the natural system of botany, or A systematic view of the organisation, natural affinities, and geographical distribution of the whole vegetable kingdom, London, éd. Longmann et al., 1830 (réimpr. 1836, 2e éd.), 374 p., sur gallica (lire en ligne).
- An Outline of the First Principles of Horticulture (1832).
- An Outline of the Structure and Physiology of Plants (1832).
- Nixus Plantarum (1833).
- Avec William Hutton (1797-1860) The Fossil Flora of Great Britain, or Figures and Descriptions of the Vegetable remains found in a Fossil State in the Country (1831-1837).

- Flora Medica (1838).
- Theory of Horticulture (1840).
- The Vegetable Kingdom (1846).
- Folia Orchidacea (1852).
- Descriptive Botany (1858).